# Skepperiella
Skepperiella — рід грибів родини маразмієві (Marasmiaceae). Назва вперше опублікована 1927 року.